# Grande Prêmio de San Marino de 2015 (MotoGP)
O Grande Prêmio da MotoGP de San Marino de 2015 ocorreu em 13 de setembro.

## Resultados

### Classificação MotoGP
| Pos | Piloto           | Equipe                      | Moto           | Tempo     | Pontos |
| --- | ---------------- | --------------------------- | -------------- | --------- | ------ |
| 1   | Marc Marquez     | Repsol Honda Team           | Honda          | 48'23.819 | 25     |
| 2   | Bradley Smith    | Monster Yamaha Tech 3       | Yamaha         | +7.288    | 20     |
| 3   | Scott Redding    | EG 0,0 Marc VDS             | Honda          | +18.793   | 16     |
| 4   | Loris Baz        | Forward Racing              | Yamaha Forward | +26.427   | 13     |
| 5   | Valentino Rossi  | Movistar Yamaha MotoGP      | Yamaha         | +33.196   | 11     |
| 6   | Danilo Petrucci  | Octo Pramac Racing          | Ducati         | +35.087   | 10     |
| 7   | Andrea Iannone   | Ducati Team                 | Ducati         | +36.527   | 9      |
| 8   | Andrea Dovizioso | Ducati Team                 | Ducati         | +37.434   | 8      |
| 9   | Dani Pedrosa     | Repsol Honda Team           | Honda          | +39.516   | 7      |
| 10  | Aleix Espargaro  | Team SUZUKI ECSTAR          | Suzuki         | +39.692   | 6      |
| 11  | Cal Crutchlow    | LCR Honda                   | Honda          | +41.995   | 5      |
| 12  | Jack Miller      | LCR Honda                   | Honda          | +46.075   | 4      |
| 13  | Mike Di Meglio   | Avintia Racing              | Ducati         | +48.381   | 3      |
| 14  | Maverick Viñales | Team SUZUKI ECSTAR          | Suzuki         | +52.325   | 2      |
| 15  | Alvaro Bautista  | Aprilia Racing Team Gresini | Aprilia        | +53.348   | 1      |
| 16  | Stefan Bradl     | Aprilia Racing Team Gresini | Aprilia        | +58.828   | 0      |
| 17  | Nicky Hayden     | Aspar MotoGP Team           | Honda          | +1'02.649 | 0      |
| 18  | Hector Barbera   | Avintia Racing              | Ducati         | +1'04.768 | 0      |
| 19  | Eugene Laverty   | Aspar MotoGP Team           | Honda          | +1'05.677 | 0      |
| 20  | Claudio Corti    | Forward Racing              | Yamaha Forward | 1 volta   | 0      |
| 21  | Karel Abraham    | AB Motoracing               | Honda          | 1 volta   | 0      |

### Classificação Moto2
| Pos | Piloto              | Equipe                         | Moto     | Tempo     | Pontos |
| --- | ------------------- | ------------------------------ | -------- | --------- | ------ |
| 1   | Johann Zarco        | Ajo Motorsport                 | Kalex    | 42'38.099 | 25     |
| 2   | Tito Rabat          | EG 0,0 Marc VDS                | Kalex    | +3.850    | 20     |
| 3   | Takaaki Nakagami    | IDEMITSU Honda Team Asia       | Kalex    | +5.388    | 16     |
| 4   | Simone Corsi        | Forward Racing                 | Kalex    | +7.058    | 13     |
| 5   | Julian Simon        | QMMF Racing Team               | Speed Up | +9.225    | 11     |
| 6   | Jonas Folger        | AGR Team                       | Kalex    | +10.466   | 10     |
| 7   | Lorenzo Baldassarri | Forward Racing                 | Kalex    | +13.784   | 9      |
| 8   | Sandro Cortese      | Dynavolt Intact GP             | Kalex    | +16.334   | 8      |
| 9   | Luis Salom          | Paginas Amarillas HP 40        | Kalex    | +17.896   | 7      |
| 10  | Thomas Luthi        | Derendinger Racing Interwetten | Kalex    | +18.353   | 6      |
| 11  | Axel Pons           | AGR Team                       | Kalex    | +24.029   | 5      |
| 12  | Xavier Simeon       | Federal Oil Gresini Moto2      | Kalex    | +27.609   | 4      |
| 13  | Azlan Shah          | IDEMITSU Honda Team Asia       | Kalex    | +29.037   | 3      |
| 14  | Randy Krummenacher  | JIR Racing Team                | Kalex    | +32.140   | 2      |
| 15  | Anthony West        | QMMF Racing Team               | Speed Up | +33.312   | 1      |
| 16  | Mattia Pasini       | Gresini Racing Moto2           | Kalex    | +36.315   | 0      |
| 17  | Marcel Schrotter    | Tech 3                         | Tech 3   | +37.245   | 0      |
| 18  | Hafizh Syahrin      | Petronas Raceline Malaysia     | Kalex    | +43.947   | 0      |
| 19  | Louis Rossi         | Tasca Racing Scuderia Moto2    | Tech 3   | +43.986   | 0      |
| 20  | Thitipong Warokorn  | APH PTT The Pizza SAG          | Kalex    | +52.354   | 0      |
| 21  | Luca Marini         | Pons Racing Junior Team        | Kalex    | +1'01.171 | 0      |
| 22  | Florian Alt         | E-Motion IodaRacing Team       | Suter    | +1'05.168 | 0      |
| 23  | Xavi Vierge         | Tech 3                         | Tech 3   | 1 volta   | 0      |
| 24  | Dominique Aegerter  | Technomag Racing Interwetten   | Kalex    | 3 voltas  | 0      |

### Classificação Moto3
| Pos | Piloto              | Equipe                     | Moto      | Tempo     | Pontos |
| --- | ------------------- | -------------------------- | --------- | --------- | ------ |
| 1   | Enea Bastianini     | Gresini Racing Team Moto3  | Honda     | 39'43.673 | 25     |
| 2   | Miguel Oliveira     | Red Bull KTM Ajo           | KTM       | +0.037    | 20     |
| 3   | Niccolò Antonelli   | Ongetta-Rivacold           | Honda     | +0.345    | 16     |
| 4   | Romano Fenati       | SKY Racing Team VR46       | KTM       | +0.584    | 13     |
| 5   | Brad Binder         | Red Bull KTM Ajo           | KTM       | +0.637    | 11     |
| 6   | Danny Kent          | Leopard Racing             | Honda     | +8.000    | 10     |
| 7   | Alexis Masbou       | SAXOPRINT RTG              | Honda     | +11.654   | 9      |
| 8   | Francesco Bagnaia   | MAPFRE Team MAHINDRA       | Mahindra  | +11.776   | 8      |
| 9   | Isaac Viñales       | RBA Racing Team            | KTM       | +11.839   | 7      |
| 10  | Philipp Oettl       | Schedl GP Racing           | KTM       | +11.973   | 6      |
| 11  | Lorenzo Dalla Porta | Husqvarna Factory Laglisse | Husqvarna | +12.187   | 5      |
| 12  | Livio Loi           | RW Racing GP               | Honda     | +12.214   | 4      |
| 13  | Andrea Migno        | SKY Racing Team VR46       | KTM       | +12.532   | 3      |
| 14  | Stefano Manzi       | San Carlo Team Italia      | Mahindra  | +19.260   | 2      |
| 15  | Jorge Martin        | MAPFRE Team MAHINDRA       | Mahindra  | +24.296   | 1      |
| 16  | Hiroki Ono          | Leopard Racing             | Honda     | +25.724   | 0      |
| 17  | Jakub Kornfeil      | Drive M7 SIC               | KTM       | +25.818   | 0      |
| 18  | Darryn Binder       | Outox Reset Drink Team     | Mahindra  | +26.148   | 0      |
| 19  | John Mcphee         | SAXOPRINT RTG              | Honda     | +26.228   | 0      |
| 20  | Gabriel Rodrigo     | RBA Racing Team            | KTM       | +26.774   | 0      |
| 21  | Karel Hanika        | Red Bull KTM Ajo           | KTM       | +29.251   | 0      |
| 22  | Alessandro Tonucci  | Outox Reset Drink Team     | Mahindra  | +34.186   | 0      |
| 23  | Matteo Ferrari      | San Carlo Team Italia      | Mahindra  | +35.384   | 0      |
| 24  | Maria Herrera       | Husqvarna Factory Laglisse | Husqvarna | +41.319   | 0      |
| 25  | Ana Carrasco        | RBA Racing Team            | KTM       | +56.219   | 0      |
| 26  | Adrian Gyutai       | Turvital di Vitali Ordeo   | TVR       | 1 volta   | 0      |